# Devil's Ground
Devil's Ground es el quinto álbum de la banda alemanaPrimal Fear. Este disco los consagró en todo el mundo y es mucho más extremo que los anteriores, demostrando todo su potencial. El disco habla de la guerra civil y el suicidio.
lista de canciones
1. . «Metal Is Forever»
2. . «Suicide And Mania»
3. . «Visions Of Fate»
4. . «Sea Of Flames»
5. . «The Healer»
6. . «Sacred Illusion»
7. . «In Metal»
8. . «Soulchaser»
9. . «Colony 13»
10. . «Wings Of Desire»
11. . «Heart Of A Brave»
12. . «Devil's Ground»

plus various bonus tracks
- Datos: Q1149772